# Gevoel

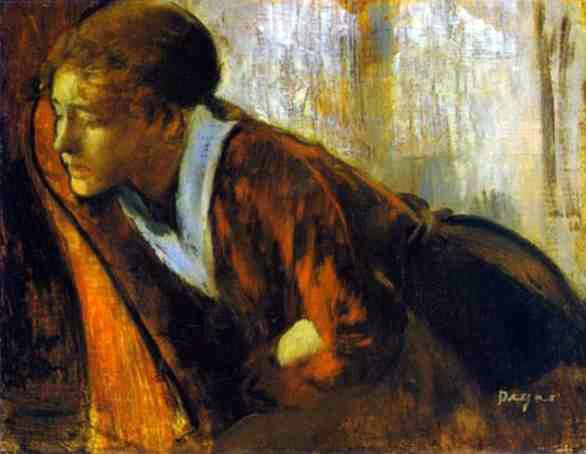
Melancholie (Edgar Degas)

Voor lichamelijk gevoel zie Tastzin, Pijn, Jeuk (prikkel), Thermoceptie, Evenwichtszin en Proprioceptie (positiezin).
Gevoel is, in psychologische zin, een innerlijke (positieve of negatieve) beleving van een bepaalde gebeurtenis. Dit kan een specifieke externe prikkel uit de omgeving zijn, maar ook een interne gebeurtenis zoals een gedachte of een beeld dat wij in ons oproepen. Een gevoel kan echter ook ‘spontaan’ optreden, zoals bij een bepaalde stemming. Men voelt zich dan bijvoorbeeld opgewekt of neerslachtig zonder duidelijke aanwijsbare aanleiding of invloed van buitenaf. Sommige gevoelens kunnen een gevolg zijn van stoornissen in de hersenfuncties, zoals bij ernstige vormen van neerslachtigheid of sterke stemmingsstoornissen.

## Emotie en gevoel
Hoewel in het dagelijks spraakgebruik onder gevoel en emotie vaak hetzelfde wordt verstaan, blijkt uit biopsychologisch onderzoek dat het toch zinvol is deze begrippen van elkaar te onderscheiden.
- Emotie. Emoties in biologische zin zijn affectieve reacties die worden gereguleerd door het limbisch systeem in de hersenen. Prikkeling van dit systeem geeft aanleiding tot allerlei fysiologische reacties, zoals een verandering in gelaatsuitdrukking, autonome reacties zoals een verhoging van de hartslag, trillen van de stem, knipperen van de ogen e.d. Niet alleen bij mensen maar ook bij dieren kunnen dit soort reacties optreden, bijvoorbeeld na een positieve (beloning) of negatieve (straf) gebeurtenis. Dergelijke prikkels worden ook wel bekrachtigers (in het Engels reinforcers) genoemd. De reacties op deze prikkels hoeven niet altijd gepaard te gaan met gevoel: dat wil zeggen een bewuste beleving.

- Gevoel. Een gevoel is wel omschreven als de bewuste reflectie van een emotie. Of, anders gezegd: het is de expliciete beleving van de lichamelijke reacties die tijdens een emotie automatisch worden opgeroepen. Vermoedelijk treden gevoelens (volgens deze definitie) vooral op bij mensen, omdat zij beschikken over een sterk ontwikkelde prefrontale cortex. Dit gebied in de hersenen lijkt vooral een rol te spelen bij de bewuste beleving van prikkels uit de omgeving, waaronder dus ook affectieve prikkels. Men vermoedt dat hierbij een circuit in de hersenen betrokken is, dat loopt van limbisch systeem naar de prefrontale cortex.

## Gevoel en lichamelijke reactie
Gevoelens gaan soms gepaard met lichamelijke reacties, zoals zweten of een versnelde hartslag bij angst. Volgens sommige theorieën, zoals de James-Langetheorie, is het zelfs zo dat gevoelens niets anders zijn dan de bewustwording van lichamelijke reacties. Hieraan is het bekende gezegde ontleend: ‘wij zijn verdrietig omdat wij huilen’. Het eerder genoemde voorbeeld van de schrikreactie lijkt goed aan te sluiten bij deze theorie. Er zijn echter ook lichamelijke reacties de helemaal geen emotionele beleving oproepen, zoals een hartslagversnelling na lichamelijke inspanning. Meer waarschijnlijk is daarom dat het gevoel en de lichamelijke reactie beide een gevolg zijn van een interne verwerking in de hersenen van de emotionele prikkel. Dit proces wordt ook wel evaluatie of taxatie (Engels: appraisal) genoemd. Vermoedelijk spelen hierbij specifieke structuren in het limbisch systeem zoals de amygdala een centrale rol. Uiteraard wekken het gevoel bij seksualiteit en seksuele opwinding ook 'lichamelijke reacties' op, zowel bij de man (geslacht) als bij de vrouw, zoals het stijf worden van de tepels of bij masturbatie.